# Буяньтай (цзянцзюнь)
Буяньтай (кит. 布彦泰，1791-1880) — китайский чиновник маньчжурского рода яньчжаши, жёлтого знамени. Цзянцзюнь Или (1840—1845).

## Биография
В 1818—1853 гг. прослужил в Синьзцзяне на разных руководящих должностях в Или, Кашгаре, Уши, Хами, Тарбагатае, пережил четырёх императоров. В 1840 году назначен илийским генесрал-губернатором.